# Эрнандо Силес (стадион)
Эрна́ндо Си́лес (исп. Estadio Hernando Siles) — крупнейший по вместимости и национальный стадион Боливии, расположенный в Ла-Пасе и вмещающий свыше 41 тысячи зрителей. Назван в честь президента Боливии Эрнандо Силеса Рейеса, руководившего страной с 1926 по 1930 год.
Стадион расположен в районе Мирафлорес на высоте 3601 метр над уровнем моря, являясь одним из самых высоко расположенных стадионов мира, принимающих матчи профессиональных команд. На стадионе выступают два популярнейших клуба Боливии — «Боливар» и «Стронгест», а также ряд небольших команд, в основном из низших дивизионов.
На «Эрнандо Силесе» состоялся финал Кубка Америки 1997 года.

## История
Стадион «Эрнандо Силес» был заложен в 1927 году, построен за три года, а первый матч на нём состоялся в 1931 году — «Стронгест» обыграл со счётом 4:1 местную команду «Университарио». Во многом благодаря специфическим природно-климатическим условиям сборная Боливии и клубные команды, выступающие на «Эрнандо Силесе», не раз одерживали сенсационные победы над сильными соперниками из более развитых в футбольном отношении стран.
В 1963 году «Эрнандо Силес» стал одной из двух арен чемпионата Южной Америки, наряду с «Феликс Каприлес». Сборная Боливии чередовала домашние матчи в Ла-Пасе и Кочабамбе, а решающей победы в предпоследнем пятом туре над Аргентиной добилась именно на «Эрнандо Силесе», впервые став чемпионом континента.
Стадион был существенно реконструирован во время правления президента Уго Бансера Суареса к Боливарианским играм 1977 года, местом проведения которых был Ла-Пас. После этой реконструкции сборная Боливии впервые сыграла на «Эрнандо Силесе» 30 ноября 1977 года в ответном стыковом межконтинентальном матче за право сыграть на чемпионате мира 1978 года против Венгрии. Гости выиграли со счётом 3:2 (в Будапеште венгры разгромили соперника со счётом 6:0).
В июле 1993 года, в матче отборочного турнира чемпионата мира 1994 на этом стадионе, Боливия одержала историческую победу над сборной Бразилии со счётом 2:0, нанеся бразильцам первое поражение в отборочных турнирах за предыдущие 40 лет.
В 1997 году Боливия вновь принимала Кубок Америки. Все домашние матчи хозяева провели на «Эрнандо Силесе» — три игры группового этапа, четверть- и полуфинал, а также финальную игру против сборной Бразилии. Бразильцы, на тот момент действующие чемпионы мира, оказались сильнее, 3:1, а для Боливии это было лучшее выступление на чемпионате Южной Америки (Кубке Америки) с победного 1963 года.
Следующий исторический матч для боливийского футбола состоялся на «Эрнандо Силесе» в декабре 2004 года, когда впервые в истории боливийская команда дошла до финала официального международного клубного турнира. Самый титулованный клуб страны «Боливар» в первом финальном матче Южноамериканского кубка 2004 сумел одержать победу над мощнейшей аргентинской «Бокой Хуниорс» (обладатель Межконтинентального кубка 2003, финалист Кубка Либертадорес 2004) со счётом 1:0. Однако в ответной домашней игре «Бока» оказалась сильнее 2:0 и завоевала очередной трофей.
В апреле 2009 года, в рамках отборочного турнира чемпионата мира 2010 сборная Боливии одержала на «Эрнандо Силесе» историческую победу над двукратными чемпионами мира из Аргентины со счётом 6:1, что стало одной из крупнейших побед Боливии и крупнейшим поражением Аргентины за последние 60 лет.  Шесть месяцев спустя, в рамках того же турнира, Боливия одержала победу над Бразилией, 2:1.

## Полемика вокруг решения ФИФА
На 57-м Конгрессе ФИФА, состоявшемся в 2007 году, было принято решение о запрете проведения международных матчей на стадионах, расположенных на высоте свыше 2500 метров над уровнем моря. Это вызвало резкую критику со стороны представителей футбольных кругов Боливии, Колумбии, Эквадора, Перу, Чили и Мексики. Диего Марадона, друг президента Боливии Эво Моралеса, назвал решение Зеппа Блаттера «абсурдным»:
«Блаттер не знает, что такое играть в футбол, потому что сам никогда не бил по мячу. Его решение просто абсурдно. Если у команд возникают проблемы с адаптацией, им просто нужно прилететь в Боливию раньше. С тем же успехом можно не играть в России из-за холодного климата».
Вскоре для «Эрнандо Силеса» было сделано исключение, поскольку он имеет статус национального стадиона. В последующие годы боливийские власти устраивали ряд акций с целью привлечения внимания к «несправедливому» отношению к высокогорным стадионам.

## Важнейшие матчи
Ниже представлены важнейшие матчи, которые проходили на стадионе «Эрнандо Силес»:
- Игры чемпионата Южной Америки 1963 года (турнир проходил по групповой системе)
- Финал Кубка Америки 1997 года
- Финал Южноамериканского кубка 2004

## Комментарии
1. ↑  В зависимости от способа подсчёта в СМИ встречаются различные цифры — например, 3637 метров — уровень верхних трибун стадиона.